# 森多奇尔·朝格特巴塔尔
森多奇尔·朝格特巴塔尔（1996年3月16日—），蒙古柔道運動員，他代表蒙古隊參加了日本舉行的2020年夏季奧林匹克運動會，並且在男子73公斤級比賽上獲得銅牌。